# Een kleine held
 Een kleine held  is een novelle van de Russische schrijver Fjodor Dostojevski uit 1849 die zich afspeelt  bij Moskou. Een elfjarige jongen vertelt zijn verhaal van een maand in juli.

## Inhoud
Een jongen van bijna 11 wordt in de maand juli door zijn ouders naar een familielid gestuurd, die woont op een landgoed bij Moskou. Het familielid heeft 23 jaar bij de Huzaren gediend en lijkt nu bezig in versneld tempo zijn geld erdoorheen te jagen. Daartoe wordt op het landgoed fors uitgepakt met feesten en partijen.
Een blonde mooie en opgewekte  vrouw van 25 jaar besteedt extra aandacht aan de alleenstaande jongen. Steeds meer gaat ze over tot intimidatie van het ventje. Later komt ook haar nicht in beeld, de neerslachtige Nathalie M., die ook getrouwd is en van ongeveer dezelfde leeftijd.
De verteller speelt met haar in een toneelvoorstelling: “De burchtvrouwe en haar page”. Na de voorstelling houdt eenieder het een beetje erop dat ook in het echt de verhouding zo ligt. De twee spelers vinden het een weinig gênant, maar de blonde vrouw mag hen graag plagen.
Als de echtgenoot van de blondine plotsklaps naar Odessa moet vertrekken, komt haar minnaar uit Moskou over. De echtgenoot van Nathalie gaat de verbale strijd met hem aan, maar heeft grote moeite zich te handhaven. Bij de voorbereiding voor een tocht naar het platteland is er geen plaats in het gezelschap voor onze elfjarige. Uitgedaagd door de blonde vrouw stort hij zich op een zeer moeilijk tembaar paard, Tancred. Laatstgenoemde weet hem net niet af te werpen en hij is meteen de held van de dag.
Later in de maand luistert hij per ongeluk een gesprek af tussen Nathalie en haar minnaar, die afscheid neemt. Als Nathalie zijn afscheidsbrief verliest, weet onze held in een bos veldbloemen de brief discreet terug te bezorgen. Een hete kus op zijn lippen en haar halsdoek is zijn ultieme afscheidsbeloning.